# Европско првенство у атлетици у дворани 2011 — 60 метара препоне за мушкарце
Такмичење у трчању на 60 метара са препонама у мушкој конкуренцији на Европском првенству у атлетици 2011. у Паризу одржано је 4. марта. Учествовала су 24 такмичара из 18 земаља.
Титулу освојену у Торино 2009, није бранио Лађи Дукуре из Француске.

## Сатница
| Датум   | Време | Ниво       |
| ------- | ----- | ---------- |
| 4. март | 16:10 | Полуфинале |
| 4. март | 18:40 | Финале     |

## Земље учеснице
Учествовала су 24 такмичара из 18 земаља.
1. Аустрија (1)
2. Белгија (2)
3. Белорусија (2)
4. Босна и Херцеговина (1)
5. Бугарска (1)
6. Данска (1)
7. Италија (1)
8. Мађарска (1)
9. Португалија (1)
10. Словачка (1)
11. Русија (2)
12. Уједињено Краљевство (1)
13. Финска (1)
14. Француска (3)
15. Хрватска (1)
16. Чешка (1)
17. Швајцарска (1)
18. Шпанија (2)

## Рекорди
| Рекорди пре почетка Европског првенства 2011. | Рекорди пре почетка Европског првенства 2011. | Рекорди пре почетка Европског првенства 2011. | Рекорди пре почетка Европског првенства 2011. | Рекорди пре почетка Европског првенства 2011. |
| --------------------------------------------- | --------------------------------------------- | --------------------------------------------- | --------------------------------------------- | --------------------------------------------- |
| Светски рекорд                                | Колин Џексон, Велика Британија                | 7,30                                          | Зинселфинген, Немачка                         | 6. март 1994.                                 |
| Европски рекорд                               | Колин Џексон, Велика Британија                | 7,30                                          | Зинселфинген, Немачка                         | 6. март 1994.                                 |
| Рекорди европских првенстава                  | Колин Џексон, Велика Британија                | 7,39                                          | Париз, Француска                              | 12. март 1994                                 |
| Светски рекорд сезоне у дворани               | Давид Оливер, Сједињене Државе                | 7,37                                          | Штутгарт, Немачка                             | 5. фебруар 2011                               |
| Европски рекорд сезоне у дворани              | Петр Свобода, Чешка                           | 7,48                                          | Праг, Чешка                                   | 19. фебруар 2011                              |

## Најбољи европски резултати у 2011. години
Десет најбољих европских такмичара на 60 метара препоне у дворани 2011. године пре почетка првенства (4. марта 2011), имали су следећи пласман на европској и светској ранг листи. (СРЛ),
| 1  | Петр Свобода Чешка           | 7,48 | 19. фебруар | 3. СРЛ  |
| 2  | Димитри Боску Француска      | 7,52 | 20. фебруар | 5. СРЛ  |
| 3  | Гарфилд Даријен Француска    | 7,56 | 13. фебруар | 8. СРЛ  |
| 4  | Енди Тарнер Велика Британија | 7,57 | 19. фебруар | 10. СРЛ |
| 5  | Адријен Дегелт Белгија       | 7,60 | 13. фебруар | 14. СРЛ |
| 6  | Константин Шабанов Русија    | 7,63 | 16. фебруар | 19. СРЛ |
| 6  | Јевгениј Борисов Русија      | 7,63 | 16. фебруар | 19. СРЛ |
| 8  | Грегор Седок Холандија       | 7,66 | 5. фебруар  | 22. СРЛ |
| 8  | Samuel Coco-Viloin Француска | 7,66 | 8. фебруар  | 22. СРЛ |
| 10 | Максим Линша Белорусија      | 7,67 | 11. фебруар | 27. СРЛ |

Такмичари чија су имена подебљана учествују на ЕП 2011.

## Освајачи медаља
|                    |                         |                        |
| Петр Свобода Чешка | Гарфил Дарјен Француска | Адријен Дегелт Белгија |

## Резултати

### Полуфинале
Атлетичари су подељени у 3 полуфиналне групе. По два првопласирана из сваке групе (КВ) и два такмичара по резултату (кв) су се пласирали у финале.
| Плас. | Група | Атлетичар          | Држава               | Старт | Време | Белешка    |
| ----- | ----- | ------------------ | -------------------- | ----- | ----- | ---------- |
| 1.    | 3     | Петр Свобода       | Чешка                | 0,171 | 7,55  | КВ         |
| 2.    | 2     | Фелипе Виванкос    | Шпанија              | 0,150 | 7,56  | КВ, ЛР     |
| 3.    | 2     | Гарфилд Даријен    | Француска            | 0,190 | 7,60  | КВ         |
| 4.    | 1     | Димитри Боску      | Француска            | 0,158 | 7,62  | КВ         |
| 5.    | 2     | Адријен Дегелт     | Белгија              | 0,153 | 7,62  | кв         |
| 6.    | 3     | Константин Шабанов | Русија               | 0,146 | 7,63  | КВ, =ЛР    |
| 7.    | 1     | Јевгениј Борисов   | Русија               | 0,172 | 7,68  | КВ         |
| 7.    | 3     | Samuel Coco-Viloin | Француска            | 0,174 | 7,68  | кв         |
| 9.    | 3     | Џексон Киноњез     | Шпанија              | 0,194 | 7,70  | ЛРС        |
| 10.   | 1     | Максим Линша       | Белорусија           | 0,193 | 7,71  |            |
| 11.   | 2     | Лоренс Кларк       | Уједињено Краљевство | 0,147 | 7,74  |            |
| 11.   | 3     | Емануеле Абате     | Италија              | 0,165 | 7,74  |            |
| 13.   | 2     | Балаш Баји         | Мађарска             | 0,154 | 7,77  | ЛР         |
| 14.   | 1     | Јурица Грабушић    | Хрватска             | 0,143 | 7,80  |            |
| 15.   | 1     | Дамијен Бротхертс  | Белгија              | 0,174 | 7,84  |            |
| 16.   | 2     | Matús Janecek      | Словачка             | 0,170 | 7,86  |            |
| 17.   | 1     | Joona-Ville Heinä  | Финска               | 0,146 | 7,90  |            |
| 18.   | 1     | Расул Дабо         | Португалија          | 0,183 | 7,93  |            |
| 18.   | 3     | Тобијас Фурер      | Швајцарска           | 0,193 | 7,93  |            |
| 20.   | 3     | Мануел Працак      | Аустрија             | 0,160 | 7,98  |            |
| 21.   | 2     | Aliaksandr Linnik  | Белорусија           | 0,152 | 8,00  |            |
| 22.   | 2     | Мартин Арнаудов    | Бугарска             | 0,189 | 8,11  |            |
| 23.   | 1     | Андреас Мартинсен  | Данска               | 0,182 | 8,38  |            |
|       | 3     | Аднан Малкић       | Босна и Херцеговина  | 0,231 | Диск. | чл. 168.7б |

### Финале
| Плас. | Група | Атлетичар          | Држава    | Старт | Време | Белешка |
| ----- | ----- | ------------------ | --------- | ----- | ----- | ------- |
|       | 5     | Петр Свобода       | Чешка     | 0,150 | 7,49  |         |
|       | 3     | Гарфилд Даријен    | Француска | 0,175 | 7,56  | =ЛР     |
|       | 1     | Адријен Дегелт     | Белгија   | 0,161 | 7,57  | ЛР      |
| 4     | 4     | Фелипе Виванкос    | Шпанија   | 0,139 | 7,59  |         |
| 5     | 7     | Константин Шабанов | Русија    | 0,154 | 7,61  | ЛР      |
| 6     | 6     | Димитри Боску      | Француска | 0,190 | 7,64  |         |
| 7     | 8     | Јевгениј Борисов   | Русија    | 0,162 | 7,65  |         |
| 8     | 2     | Samuel Coco-Viloin | Француска | 0,184 | 8,08  |         |